# Australische Wasserballnationalmannschaft der Frauen

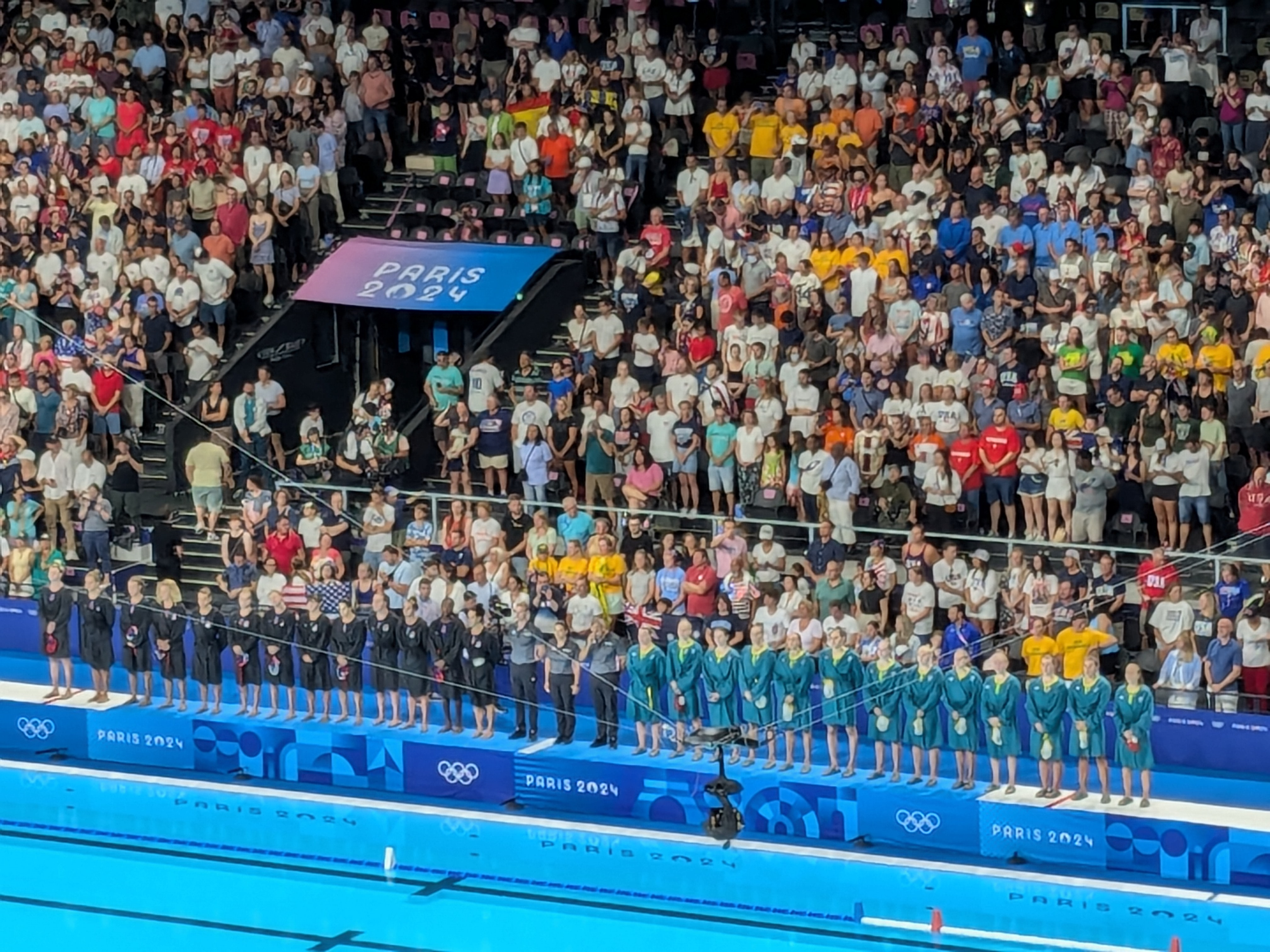
Die australische Mannschaft (rechts) vor dem Halbfinale bei den Olympischen Spielen 2024

Die australische Wasserballnationalmannschaft der Frauen ist die Nationalmannschaft der australischen Frauen in der Sportart Wasserball (englisch: Water Polo). Sie vertritt Australien bei internationalen Wettbewerben wie Olympischen Spielen oder Weltmeisterschaften. Die organisatorische Verantwortung liegt beim Verband Water Polo Australia. Die Mannschaft wird auch als Aussie Stingers bezeichnet. Im Gegensatz dazu sind die Aussie Sharks die australische Nationalmannschaft der Männer.
Die australische Nationalmannschaft der Frauen gewann bei den Olympischen Spielen 2000 in Sydney die erste olympische Goldmedaille im Wasserball der Frauen. 2008 und 2012 kamen zwei Bronzemedaillen hinzu, 2024 Silber. Bereits 1986 hatten die Australierinnen auch den ersten Weltmeistertitel gewonnen, später kamen noch zwei Silber- und zwei Bronzemedaillen hinzu. Bei Commonwealth Games wird Wasserball nicht ausgetragen, 2002 und 2006 gewannen die Australierinnen die Commonwealth Championships.

## Erfolge

### Olympische Spiele
Die australische Mannschaft qualifizierte sich für die Teilnahme an allen olympischen Wasserballturnieren:
- 2000: Olympiasieger
- 2004: 4. Platz
- 2008: Bronzemedaille
- 2012: Bronzemedaille
- 2016: 6. Platz
- 2020: 5. Platz
- 2024: Silbermedaille

### Weltmeisterschaften
Die australische Nationalmannschaft qualifizierte sich für die Teilnahme an allen der bisher 17 ausgetragenen Wasserballweltmeisterschaften:
- 1986: Weltmeister
- 1991: 5. Platz
- 1994: 6. Platz
- 1998: Bronzemedaille
- 2001: 5. Platz
- 2003: 7. Platz
- 2005: 6. Platz
- 2007: Silbermedaille
- 2009: 6. Platz
- 2011: 5. Platz
- 2013: Silbermedaille
- 2015: 4. Platz
- 2017: 8. Platz
- 2019: Bronzemedaille
- 2022: 6. Platz
- 2023: 4. Platz
- 2024: 6. Platz
- 2025: 6. Platz

## ISHOF
Bislang wurden zwei australische Wasserballspielerinnen in die International Swimming Hall of Fame aufgenommen:
- Bridgette Gusterson (* 1973), Aufnahme 2017
- Debbie Watson (* 1965), Aufnahme 2008